# Operatie "Mercury"
Operatie "Mercury" is het 29ste album uit de stripreeks Buck Danny en vormt samen met het album De satellietdieven een verhaal.

## Het verhaal
Buck Danny is met Tumbler en Sonny gestationeerd op het vliegdekschip Forrestal. Dit schip heeft de laatste tijd een modernisering ondergaan om de NASA te ondersteunen bij het Mercury project. De Mercury III capsule zal na een vlucht door de ruimte landen in de Atlantische Oceaan. Een onbekende spionnenorganisatie heeft echter haar zinnen gezet op het binnenhalen van de capsule om zo onderzoeksgegevens te verkrijgen. Omdat ze echter niet weet waar de capsule precies zal landen besluiten ze om Sonny ongemerkt van een zender te voorzien. Hiervoor schakelen ze een zangeres in. De zender zorgt ervoor dat duikboten van de organisatie ongemerkt de Amerikaanse vloot kunnen volgen naar de landingsplaats.
Als de Mercury-capsule is geland lukt het een duikboot om de capsule voor de Amerikaanse vloot weg te kapen en is de taak aan Buck Danny en zijn vrienden om de capsule en zijn astronaut Dayton terug te vinden. Tijdens de zoektocht naar de duikboten van de spionnen en de capsule wordt plots ook Sonny vermist. Dit verhaal wordt vervolgd in De Satellietdieven

## De vliegtuigen in de strip
- Grumman F11F Tiger
- Grumman S-2 Tracker
- Sikorsky S-58

## De schepen in de strip
- USS Forrestal (CV-59)
- Ook aanwezig (aan de kade in de haven van Norfolk) is vliegdekschip USS Independence (CV-62) (plaat O.M.12A, doos A1).

Naast het vliegdekschip komen in de aflevering een aantal torpedobootjagers van het escorteschip aan bod. Deze zijn te herkennen aan hun rompnummer.
- USS Leonard F. Mason (DD-852) ? (Gearing class) of liever gezegd :
- DD-862 Vogelgesang (Gearing class) (plaat O.M.39A, doos B1) was al te zien in de aflevering Geheime opdracht ; de deelname van de laatstgenoemde, die in 1961-62 nog in actieve dienst was bij de Amerikaanse marine, is aannemelijk en realistisch.

Aan de andere kant lijken de andere genoemde torpedobootjagers anachronistisch:
- DD-410 Hughes (Sims-klasse) (werkelijk gebruikt als doelwit in Bikini in 1946, daarna onbruikbaar verklaard in oktober 1948)
- DD-430 Eberle (Livermore-klasse) (in 1951 feitelijk overgedragen aan Griekenland)
- DD-436 Monsen (Livermore-klasse) (feitelijk tot zinken gebracht tijdens de Guadalcanal op 13-11-1942)

- In het verhaal[1] wordt nog een andere torpedobootjager van de escortemacht genoemd: de Pensacola. In werkelijkheid was het enige schip met deze naam in de Amerikaanse marine uit die tijd geen torpedobootjager, maar een kruiser: de Pensacola (CA-24). Deze was actief van 1930 tot 1945 en werd in 1948 als doelwit tot zinken gebracht.

De tegengestelde krachten waren onderzeeërs, van denkbeeldige vormen, maar deels geïnspireerd door de Britse onderzeeërs van de S-klasse van 1940-45.
De meest actieve van deze kleine pack was de UB_N-27.
De andere twee waren: de UB_N-21 en de UB_N-43.

## Achtergronden bij het verhaal
De astronaut in het album heet Dayton, wat een duidelijke verwijzing is naar Donald Slayton, de enige Mercury-astronaut die wegens hartproblemen nooit met de Mercury heeft gevlogen.